# Campeonato Mundial de Biatlón de 2019
El LIII Campeonato Mundial de Biatlón se celebró en la localidad de Östersund (Suecia) entre el 6 y el 17 de marzo de 2019 bajo la organización de la Unión Internacional de Biatlón (IBU) y la Federación Sueca de Biatlón.
Las competiciones se realizaron en el Estadio de Esquí de Östersund.

## Calendario
| M | Masculino | F | Femenino | MIX | Mixto |

| Marzo de 2019   | 07 Jue | 08 Vie | 09 Sáb | 10 Dom | 11 Lun | 12 Mar | 13 Mié | 14 Jue | 15 Vie | 16 Sáb | 17 Dom |
| --------------- | ------ | ------ | ------ | ------ | ------ | ------ | ------ | ------ | ------ | ------ | ------ |
| Velocidad       |        | F      | M      |        |        |        |        |        |        |        |        |
| Persecución     |        |        |        | F      |        |        |        |        |        |        |        |
| Persecución     |        |        | M      |        |        |        |        |        |        |        |        |
| Individual      |        |        |        |        |        | F      | M      |        |        |        |        |
| Salida en grupo |        |        |        |        |        |        |        |        |        |        | F      |
| Salida en grupo |        |        |        |        |        |        |        |        |        | M      |        |
| Relevos         | MIX    |        |        |        |        |        |        | MIX    |        | F      |        |
| Relevos         | MIX    |        |        |        |        |        | M      | MIX    |        |        |        |

## Resultados

### Masculino
| Evento                        | Oro | Plata                                                                          | Bronce                                                                                      |
| ----------------------------- | --- | ------------------------------------------------------------------------------ | ------------------------------------------------------------------------------------------- |
| 10 km velocidad (09.03)       | Johannes Thingnes Bø · Noruega · 24:37,6                                                                   | Alexandr Loguinov · Rusia · 24:51,3                                            | Quentin Fillon Maillet Francia 24:54,1                                                      |
| 20 km individual (13.03)      | Arnd Peiffer · Alemania · 52:42,4                                                                          | Vladimir Iliev Bulgaria 53:51,1                                                | Tarjei Bø · Noruega · 53:51,5                                                               |
| 12,5 km persecución (10.03)   | Dmytro Pidruchny · Ucrania · 31:54,1                                                                       | Johannes Thingnes Bø · Noruega · 32:02,4                                       | Quentin Fillon Maillet Francia 32:11,8                                                      |
| 15 km salida en grupo (17.03) | Dominik Windisch · Italia · 40:54,1                                                                        | Antonin Guigonnat Francia 41:16,9                                              | Julian Eberhard · Austria · 41:17,4                                                         |
| Relevos 4 × 7,5 km (16.03)    | Noruega · Lars Helge Birkeland · Vetle Sjåstad Christiansen · Tarjei Bø · Johannes Thingnes Bø · 1:12:03,7 | Alemania · Erik Lesser · Roman Rees · Arnd Peiffer · Benedikt Doll · 1:12:41,8 | Rusia · Matvei Yeliseyev · Nikita Porshnev · Dmitri Malyshko · Alexandr Loguinov · 1:13:7,8 |

### Femenino
| Evento                          | Oro                                                                                                | Plata                                                                            | Bronce                                                                                                  |
| ------------------------------- | -------------------------------------------------------------------------------------------------- | -------------------------------------------------------------------------------- | --- |
| 7,5 km velocidad (08.03)        | Anastasiya Kuzmina · Eslovaquia · 22:17,5                                                          | Ingrid Tandrevold · Noruega · 22:27,2                                            | Laura Dahlmeier · Alemania · 22:30,1                                                                    |
| 15 km individual (12.03)        | Hanna Öberg · Suecia · 43:10,4                                                                     | Lisa Vittozzi · Italia · 43:34,0                                                 | Justine Braisaz Francia 43:42,9                                                                         |
| 10 km persecución (10.03)       | Denise Herrmann · Alemania · 31:45,9                                                               | Tiril Eckhoff · Noruega · 32:17,3                                                | Laura Dahlmeier · Alemania · 32:17,5                                                                    |
| 12,5 km salida en grupo (17.03) | Dorothea Wierer · Italia · 37:26,4                                                                 | Yekaterina Yurlova-Percht · Rusia · 37:31,1                                      | Denise Herrmann · Alemania · 37,41,8                                                                    |
| Relevos 4 × 6 km (16.03)        | Noruega · Synnøve Solemdal · Ingrid Tandrevold · Tiril Eckhoff · Marte Olsbu Røiseland · 1:12:00,1 | Suecia · Linn Persson · Mona Brorsson · Anna Magnusson · Hanna Öberg · 1:12:24,4 | Ucrania · Anastasiya Merkushyna · Viktoriya Semerenko · Yuliya Dzhyma · Valentyna Semerenko · 1:12:35,2 |

### Mixto
| Evento                                | Oro | Plata                                                                                | Bronce                                                                                |
| ------------------------------------- | --- | ------------------------------------------------------------------------------------ | ------------------------------------------------------------------------------------- |
| Relevos 2 × 6 km + 2 × 7,5 km (07.03) | Noruega · Marte Olsbu Røiseland · Tiril Eckhoff · Johannes Thingnes Bø · Vetle Sjåstad Christiansen · 1:17:41,4 | Alemania · Vanessa Hinz · Denise Herrmann · Arnd Peiffer · Benedikt Doll · 1:17:54,5 | Italia · Lisa Vittozzi · Dorothea Wierer · Lukas Hofer · Dominik Windisch · 1:18:51,0 |
| Relevo individual (14.03)             | Noruega · Marte Olsbu Røiseland · Johannes Thingnes Bø · 35:43,2                                                | Italia · Dorothea Wierer · Lukas Hofer · 35:56,6                                     | Suecia · Hanna Öberg · Sebastian Samuelsson · 36:03,2                                 |

## Medallero
| Núm. | País       | Oro | Plata | Bronce | Total |
| ---- | ---------- | --- | ----- | ------ | ----- |
| 1    | Noruega    | 5   | 3     | 1      | 9     |
| 2    | Alemania   | 2   | 2     | 3      | 7     |
| 3    | Italia     | 2   | 2     | 1      | 5     |
| 4    | Suecia     | 1   | 1     | 1      | 3     |
| 5    | Ucrania    | 1   | 0     | 1      | 2     |
| 6    | Eslovaquia | 1   | 0     | 0      | 1     |
| 7    | Rusia      | 0   | 2     | 1      | 3     |
| 8    | Francia    | 0   | 1     | 3      | 4     |
| 9    | Bulgaria   | 0   | 1     | 0      | 1     |
| 10   | Austria    | 0   | 0     | 1      | 1     |
|      | TOTAL      | 12  | 12    | 12     | 36    |